# Mano (futebolista)
Celso Halilo de Abdul (Xai-Xai, 28 de abril de 1984) é um futebolista profissional moçambicano que atua como defensor.

## Carreira
Mano integrou a Seleção Moçambicana de Futebol no Campeonato Africano das Nações de 2010.